# Оламафруз (село)
Оламафруз (тадж. Оламафрӯз; прежде — Авзикент) — село в джамоате Лолазор Дангаринского района Хатлонской области Республики Таджикистан. От Оламафруза до центра джамоата 28 км, до центра района 40 км. Население 1608 человек (2017), таджики. Находится на реке Таирсу.
Водоснабжение  селений Остона, Осмондара и Оламафруз обеспечивается резервуаром для питьевой воды «Офтобруя». Старт в эксплуатацию проекта в сельском джамоате Лолазор дал Глава государства Эмомали Рахмон в 2021 году